# Tárnokréti
Tárnokréti [tárnok-réti] (do roku 1898 pouze Réti) je obec v Maďarsku v župě Győr-Moson-Sopron, spadající pod okres Csorna. Nachází se u břehu řeky Rábca, asi 8 km jihozápadně od Lébény, 14 km severovýchodně od Csorny a asi 30 km západně od Győru. V roce 2015 zde žilo 175 obyvatel. Dle údajů z roku 2011 tvoří 90,7 % obyvatelstva Maďaři, 2,1 % Němci, 1,5 % Romové a 0,5 % Slováci, přičemž 9,3 % obyvatel se ke své národnosti nevyjádřilo.
Oblast kolem Tárnokréti byla osídlena již v době Římského impéria, avšak první písemná zmínka o ní pochází až z roku 1210. V obci se vzhledem k tomu, že většina obyvatel je protestantského vyznání, nenachází žádný katolický, ale pouze evangelický kostel. Obcí prochází vedlejší silnice 8528, která ji spojuje se sousední obcí Rábcakapi a městem Lébény.

## Sousední obce
| Růžice kompasu |           |               | Lébény        | Růžice kompasu |
| Růžice kompasu | Rábcakapi | Sever         | Győrsövényház | Růžice kompasu |
| Růžice kompasu | Rábcakapi | Tárnokréti    | Győrsövényház | Růžice kompasu |
| Růžice kompasu | Rábcakapi | Jih           | Győrsövényház | Růžice kompasu |
| Růžice kompasu | Cakóháza  | Markotabödöge | Fehértó       | Růžice kompasu |